# Ино
Ино́ (др.-греч. Ἰνώ) — персонаж древнегреческой мифологии из беотийского цикла, дочь царя Фив Кадма и Гармонии. Стала женой царя Орхомена Минийского Афаманта, который воспитывал двух детей от Нефелы, Фрикса и Геллу. Ино оказалась злой мачехой: она заставила мужа согласиться на принесение Фрикса в жертву Зевсу. В последний момент Нефела спасла своих детей и отправила их в Колхиду на златорунном баране, из-за чего Ино оказалась связана с мифом об аргонавтах.
Ино воспитала и (по одной из вариаций мифа) вскормила сына своей сестры Семелы — бога виноделия Диониса. Этим она навлекла на себя гнев Геры, которая наслала безумие на Афаманта. Муж Ино в припадке убил одного из её сыновей Леарха. Тогда она схватила второго ребёнка, Меликерта, и, спасаясь от мужа, прыгнула со скалы в море. По одной из версий мифа, этой трагедии предшествовала женитьба Афаманта на Фемисто; последняя решила убить пасынков, но из-за Ино перепутала их со своими детьми, потом покончила с собой, а Афамант пришёл в ярость и убил Леарха. В любом случае боги, помня о том, как Ино воспитывала Диониса, превратили её в морскую богиню Левкофею, которая с того момента помогала терпящим бедствие морякам. Её культ получил широкое распространение во всей Элладе. В Риме Левкофею отождествили с Матер Матутой.
Ино появляется в «Одиссее» Гомера. Она стала героиней ряда античных пьес — в том числе трагедий Эсхила, Софокла и Еврипида (все тексты утрачены).

## Мифы

### Происхождение и семья
Ино была дочерью легендарного основателя Фив и царя Беотии Кадма, принадлежавшего к потомству Эпафа, и Гармонии — дочери Ареса и Афродиты. Её сёстрами были Семела, Агава и Автоноя, братом — Полидор. Ино стала женой Афаманта, царя Орхомена Минийского (по альтернативной версии, царя Фив), воспитывавшего двоих детей от первой жены — богини облаков Нефелы. Этих детей звали Фрикс и Гелла; Ино тоже родила Афаманту двух детей — сыновей Леарха и Меликерта.
Существовали альтернативные версии, в которых Ино была первой женой Афаманта, а Нефела — второй.

### Злая мачеха
В мифах о взаимоотношении Ино с детьми её мужа от Нефелы прослеживаются сказочные мотивы о злой мачехе. Ино возненавидела Фрикса и Геллу. Она уговорила женщин Беотии втайне от мужей поджарить предназначенные для посева семена пшеницы. Когда обработанное таким образом зерно не дало всходов, начался голод. Афамант отправил посольство в Дельфы, чтобы узнать у пифии причину бедствия. Ино подкупила посланников царя, и те сообщили, что земля вновь станет плодородной только тогда, когда Фрикса принесут в жертву Зевсу. Согласно классической версии мифа, под давлением подданных Афамант был вынужден согласиться на жертвоприношение, но в последний момент Нефела похитила сына вместе с Геллой и посадила их на летающего златорунного барана, который унёс детей на восток. Гелла в пути погибла, а Фрикс добрался до Колхиды. Таким образом, Ино оказалась связана с мифами о золотом руне и аргонавтах.
По альтернативной версии Фрикс сам, вопреки желанию Афаманта, решил спасти народ от бедствия неурожая и принести себя в жертву. Стражник, ездивший в Дельфы за оракулом, пожалел его и рассказал царю правду о предсказании. Тогда Афамант выдал Ино вместе с Меликертом Фриксу на казнь; но Дионис, когда царицу уже вели на смерть, похитил её и спас ей таким образом жизнь. Этот рассказ может восходить к афинской драматургии V века до н. э.
Существовали и такие версии мифа, в которых вторую жену Афаманта зовут не Ино, а Фемисто (у Ферекида), Демодика (у Пиндара), Горгопида (у Гиппия Элидского); эта женщина влюбилась в пасынка, а не найдя взаимности, оклеветала, так что ему пришлось бежать. У Гая Юлия Гигина Фрикса обвинила в попытке изнасилования не мачеха, а тётка. Наконец, у Софокла виновницей неурожая стала Нефела, наславшая на землю засуху из ревности к Ино, а схолиаст Пиндара утверждает, будто в софокловой трагедии как раз Нефела была злой мачехой Фрикса. У Филостефана Киренского Ино — первая жена Афаманта, покинутая ради Нефелы, и она пытается отомстить бывшему мужу, погубив его сына.

### Безумие и смерть
Трагический поворот в жизни Ино античные авторы связывают с её сестрой Семелой, которая стала возлюбленной Зевса. Из-за происков ревнивой Геры Семела погибла, а оставшегося без матери ребёнка, будущего бога виноделия Диониса, посланник Зевса Гермес отдал на воспитание Ино и Афаманту (Овидий в связи с этим называет Ино «кормилицей племянника Вакха»). По одной версии мифа, ребёнка поместили в женскую часть дома, воспитывали как девочку и распускали слухи, будто Семела имела любовную связь со смертным, а не с богом, — таким образом Ино и Афамант надеялись избежать гнева Геры. По другой версии, царь и царица подчёркивали божественное происхождение своего воспитанника. В любом случае Гера сочла необходимым наказать Ино и Афаманта.
О наказании, постигшем Ино, античные авторы пишут по-разному. Согласно Нонну Панополитанскому, однажды, когда Ино была на охоте, ею овладел приступ безумия. Она убила рысь, содрала с животного шкуру и отправилась на гору Парнас, где присоединилась к девам-вакханкам. Афамант начал поиски, но его люди нашли следы крови в том месте, где Ино убила рысь, и решили, что царица погибла. Позже Афамант взял новую жену — дочь царя лапифов Гипсея Фемисто, родившую ему сыновей-близнецов. После трёх лет отсутствия Ино вернулась к мужу, и он привёл её домой, сказав Фемисто, будто это служанка из числа пленниц. По версии Нонна, царица узнала от слуг, что муж её обманывает; у Еврипида же Фемисто не усомнилась в правдивости слов Афаманта. В любом случае Фемисто решила убить Ино. Она приказала служанке одеть её детей в белое, а детей Ино — в чёрное. Согласно Нонну, Ино догадалась о том, какой план у царицы, а согласно Еврипиду, Фемисто сама рассказала неузнанной сопернице, что собирается сделать с её детьми. В любом случае Ино сделала всё наоборот, и Фемисто, введённая в заблуждение цветом одежды, убила собственных детей. Поняв, что наделала, она покончила с собой.
В версии Псевдо-Гигина Афамант сначала женился на Фемисто, а потом покинул её ради Ино. Фемисто решила ему отомстить, убив детей соперницы, но убила собственных, потому что кормилица перепутала одежду; и в этом случае царица совершила самоубийство. Вне зависимости от деталей предыстории Афамант, когда узнал о случившемся, обезумел от гнева. Леарха, старшего сына от Ино, он застрелил на охоте, приняв его за оленя или за льва, а второго сына, Меликерта, попытался сварить заживо, но Ино выхватила ребёнка из лохани с водой, стоявшей на огне. Спасаясь от мужа, она прыгнула вместе с Меликертом со скалы в море.
По другой версии, описанной у Овидия и ставшей классической, Гера спустилась в Аид к богиням ненависти эриниям. Она приказала им наслать на Ино с Афамантом безумие; именно поэтому Афамант, не понимая, что он делает, убил Леарха, а Ино бросилась в море. Павсаний излагает ещё одну версию: Афамант разгневался на жену, узнав, что та пыталась погубить Фрикса.

### Апофеоз
Когда Ино оказалась в море, боги вспомнили о её роли в воспитании маленького Диониса. Они обратились к Посейдону, и тот принял мать с сыном в сонм морских божеств. Ино стала Левкофеей (др.-греч. Λευκοθέα — «белая богиня»), а Меликерт — Палемоном. Оба они стали помогать морякам и терпящим бедствие путникам. В частности, Левкофея спасла Одиссея во время бури, когда тот плыл с острова Калипсо в сторону родной Итаки. Богиня убедила его завернуться в подаренное ею чудотворное покрывало и прыгнуть с плота в воду; благодаря этому Одиссей пережил шторм и добрался до страны феаков.

## Культ
Левкофею в Элладе почитали в качестве морской богини, которая помогает терпящим кораблекрушение морякам. Марк Туллий Цицерон пишет, что её чтила «вся Греция». В Риме Левкофею отождествили с Матер Матутой на основании сходных элементов культа. Согласно Плутарху, в храмы Матер Матуты женщины вводили служанок, которых били по щекам и выгоняли вон, обнимали детей сестёр вместо родных и сопровождали жертвоприношения действиями, которые напоминали о воспитании Диониса и муках Ино. Была также найдена параллель Меликерту, и в римской мифологии появился сын Матуты Портун (от лат. portus) — покровитель гаваней.
Ино была посвящена скала, с которой, по мнению древних, она с сыном бросилась в море. В честь Меликерта, перенесённого дельфином в область Коринфа, справляли раз в два года Истмийские игры, а в честь Ино — праздник Инахеи на Крите. Согласно одному из локальных мифов, тело Ино было выброшено на берег в области города Мегары, и лишь потом она была обожествлена. В том месте мегарцы построили посвящённый Ино храм, в котором совершали ежегодные жертвоприношения. В античной литературе также сохранились свидетельства о существовании храмов в честь Ино в Лаконике и Мессении. Разные вариации культа Ино были на многих островах Эллады, а также на населённом греками побережье Малой Азии. Существуют свидетельства о культе Левкофеи на берегах Нила: в эллинистическую эпоху греческая мифология активно сближалась с египетской.

## В искусстве
Впервые Ино-Левкофея упоминается в «Одиссее» Гомера. В этой поэме она — доброе божество, которое приходит на помощь главному герою. Гомер упоминает её фиванское происхождение; отсюда исследователи делают вывод, что уже на том этапе развития эпической традиции дочь Кадма Ино и морская богиня Левкофея были единым персонажем.
Миф об Ино стал сюжетной основой ряда античных пьес. В частности, это трагедия Эсхила «Афамант», от которой сохранились только два коротких фрагмента: «Единого из рук её приял котёл, // Над очагом блюдомый на треножнике…» и «…И бронзовыми извлекая крючьями…» (о сюжете пьесы ничего не известно). Софокл написал на эту тему две трагедии под названием «Афамант» и одну под названием «Ино», текст которых утрачен полностью (фрг. 4—6 Радт). Еврипид создал две трагедии под названием «Фрикс» и трагедию «Ино», содержание которых пересказал Псевдо-Гигин (последней точно, двух первых — предположительно). В трагедии «Вакханки» того же автора Ино выведена как второстепенный персонаж. Дионис в этой пьесе мстит фиванским женщинам за издевательства над его матерью и наказывает царя Пенфея за то, что тот противится распространению культа нового бога. Безумные женщины, в числе которых упомянута Ино, принимают Пенфея за дикого зверя и разрывают его на части. В источниках упоминаются также «Фрикс» Ахея, «Афамант» Астидаманта, сатировская драма Ксенокла Старшего «Афамант», две комедии «Афамант», латинские трагедии Квинта Энния и Луция Акция («Афамант»), Ливия Андроника («Ино»). Лукиан Самосатский в одном из своих произведений рассказывает о пантомиме, в которой актёры представляли бегство Фрикса и безумие Афаманта. Овидий включил литературную обработку этого мифа в свои «Метаморфозы», последний поэт античности Нонн Панополитанский рассказывает историю Ино в IX и X песнях «Деяний Диониса».
О популярности в античной литературе сюжетов, связанных с Ино, свидетельствует строка из произведения Горация «Наука поэзии». В этом трактате поэт даёт советы молодым и начинающим писателям, рассуждая о том, каким должно быть поэтическое произведение. Согласно Горацию, Ино следует представлять «плачевной». Исследователи констатируют, что как раз из-за популярности сюжета у античных драматургов мифологическая традиция об Ино получилась слишком разнообразной и изобилующей противоречащими друг другу версиями. Эта героиня оказывается у разных авторов злой мачехой, любящей женой, невинной жертвой безумного мужа, защитницей своих детей, приговорённых к смерти жестокой соперницей.
Согласно древнегреческому писателю II века н. э. Павсанию статуя Ино находилась в храме Посейдона в Коринфе; изображение этой героини украшало подножие трона Аполлона в Амиклах. Александрийский грамматик II века до н. э. Каллистрат упоминает картину, на которой Ино преследует её муж. Портрет Ино чеканили на монетах Коринфа и его колоний.
В Новое время статуи Ино-Левкофеи среди прочих мифологических персонажей нередко становились частью декоративного оформления. В частности, их устанавливали в дворцово-парковых композициях. Иллюстрациями с Ино как одной из героинь античных мифов украшали разные мифологические книги, в частности «Метаморфозы» Овидия и его «морализованные изложения». В 1801 году итальянский художник Гаэтано Гандольфи создал картину «Афамант убивает сына Ино».
К мифу об Ино обращались композиторы Иоганн Кристоф Бах и Гаэтано Доницетти.

## В астрономии
В честь Ино назван открытый 1 августа 1877 года французским астрономом Альфонсом Борелли астероид.

## Оценки мифа
Антиковеды отмечают, что имя «Ино» негреческого происхождения. Этот персонаж мог быть связан с мифами семитских народов, причём сына Ино Меликерта учёные напрямую связывают с финикийским богом мореплавания Мелькартом. Миф об Ино явно связан с одним из распространённых сказочных мотивов — о злой мачехе, которая пытается погубить своих приёмных детей. Явно сказочное происхождение имеет и история о Левкофее и волшебном покрывале, которое она подарила Одиссею с обязательным условием: достигнув суши, он должен бросить это покрывало за спину и не оглядываться.
Эпизод с поджаренной семенной пшеницей, согласно предположению Роберта Грейвса, может быть завуалированным описанием конфликта между двумя племенными группами Беотии — земеледельцами ионийцами и пришедшими с севера скотоводами эолийцами.

### Исследования
1. Грабарь-Пассек М. Античные сюжеты и формы в западноевропейской литературе. — М.: Наука, 1966. — 318 с.
2. Грейвс Р. Мифы Древней Греции. — Екатеринбург: У-Фактория, 2005. — 1008 с. — ISBN 5-9709-0136-9.
3. Словарь античности = Lexikon der Antike / сост. Й. Ирмшер, Р. Йоне ; пер. с нем. В. И. Горбушин, Л. И. Грацианская, И. И. Ковалёва, О. Л. Левинская ; редкол.: В. И. Кузищин (отв. ред.), С. С. Аверинцев, Т. В. Васильева, М. Л. Гаспаров и др. — М.: Прогресс, 1989. — 704 с. — ISBN 5-01-001588-9.
4. Кондрашов А. П. Ино // Кто есть кто в мифологии Древней Греции и Рима. 1738 героев и мифов. — М.: РИПОЛ, 2016. — ISBN 978-5-386-09554-3.
5. Немировский А. И. Идеология и культура раннего Рима. — Воронеж: Издательство Воронежского университета, 1964.
6. Тахо-Годи А. А. Ино // Мифы народов мира / Главн. ред. С. А. Токарев. — М.: Советская энциклопедия, 1990. — С. 448.
7. Чистякова Н. А., Вулих Н. В. История античной литературы. — издание второе, переработанное и дополненное. — М.: Высшая школа, 1971.
8. Ярхо В. «Одиссея» — фольклорное наследие и творческая индивидуальность // Гомер. Одиссея. — 2000. — С. 289—329.
9. Eitrem. Leukothea 1 // Paulys Realencyclopädie der classischen Altertumswissenschaft. — 1925. — Bd. XII. — Kol. 2293—2306.
10. Escher. Athamas 2 // Paulys Realencyclopädie der classischen Altertumswissenschaft. — 1896. — Bd. II. — Kol. 1929—1933.
11. Schirmer. Leukothea // Ausführliches Lexikon der griechischen und römischen Mythologie :  [нем.] / Roscher Wilhelm Heinrich. — Leipzig : Druck und Verlag von B. G. Teubner, 1894—1897. — Bd. II. — Kol. 2011—2017.
12. Seeliger K. Athamas 1 // Ausführliches Lexikon der griechischen und römischen Mythologie. — 1886. — Bd. I, 1. — Kol. 669—675.